# 高文達
高文達（1455年—？），字思德，福建福州府閩縣人，匠籍，明朝政治人物。

## 生平
福建鄉試第三十五名舉人。弘治六年（1493年）中式癸丑科會試第二百一十一名，三甲第一百八十八名進士。授户部主事，请告家居。久之复起，历员外、郎中，乞休归。吏部上其贤，有旨擢浙江副使致仕。文达自先世起，家富于财，积而能散，乡人德之。归乡后，每次戴斗笠自己浇水灌园，有客人造访其家，不识文达，以为是仆人，问高副使安在，须臾乃束带出见，即灌园者，其狷介如此。正德十三年戊寅，福州士卒因军粮構乱，布政使伍符被捉，文达与前都宪林廷玉两人谕抚之而定。嘉靖末，诏立祠，与廷玉并祀。

## 家族
曾祖高才；祖父高磊；父高升，貢士。母鄭氏。严侍下。兄翔、翀、翊。弟文明。